# Bette Davis
Pour les articles homonymes, voir Davis.
Ne doit pas être confondu avec Betty Davis.
 (avril 2024).
Si vous disposez d'ouvrages ou d'articles de référence ou si vous connaissez des sites web de qualité traitant du thème abordé ici, merci de compléter l'article en donnant les références utiles à sa vérifiabilité et en les liant à la section « Notes et références ».
Bette Davis [ˈbɛti ˈdeɪvɪs], née le 5 avril 1908 à Lowell (Massachusetts) et morte le 6 octobre 1989 à Neuilly-sur-Seine (France), est une actrice américaine, renommée pour sa forte personnalité et son talent artistique exprimé au cours d'une carrière longue de six décennies et composée de plus d'une centaine de films.
Fondatrice du Hollywood Canteen, actrice de cinéma parmi les plus appréciées de l'âge d'or d'Hollywood, Bette Davis est connue comme un symbole de ténacité féminine, à cause de rôles de femmes impitoyables et caractérielles, mais aussi de sa turbulente vie privée, ponctuée d'orageux mariages et de conflits médiatiques avec certaines figures du cinéma américain.
Alternativement appelée la « reine d'Hollywood », la « reine des Studios Warner » et la « première dame du grand écran américain », Bette Davis a longtemps détenu le record du plus grand nombre de nominations aux Oscars en tant que meilleure actrice (dix fois), avant d'être détrônée par Katharine Hepburn (douze fois) puis par Meryl Streep (dix-sept fois).
Elle a obtenu deux Oscars de la meilleure actrice : en 1936 pour L'Intruse d'Alfred E. Green sorti en 1935, et en 1939 pour L'Insoumise de William Wyler sorti en 1938, mais n'a jamais réussi, malgré ses fréquentes nominations, à en décrocher un troisième, ni pour ce qui est considéré comme le rôle le plus abouti et le plus talentueux de sa carrière dans Ève de Joseph L. Mankiewicz, ni pour sa dernière grande interprétation marquante, dans Qu'est-il arrivé à Baby Jane ? de Robert Aldrich.
En 1999, Bette Davis est nommée par l'American Film Institute à la seconde place de sa liste des cinquante acteurs et actrices de légende du cinéma américain.

## Biographie

### Enfance
Ruth Elizabeth Davis grandit dans la banlieue de Boston, élevée avec sa sœur Barbara par leur mère, Ruth, photographe, qui se sépare de son mari en 1915. On dit que les deux prénoms de Ruth Elizabeth Davis ont été remplacés par celui de Bette, en référence au roman La cousine Bette de Balzac. Après le départ de leur père, avocat, la vie des Davis oscille entre le Massachusetts, le New Jersey et New York.

### Débuts artistiques

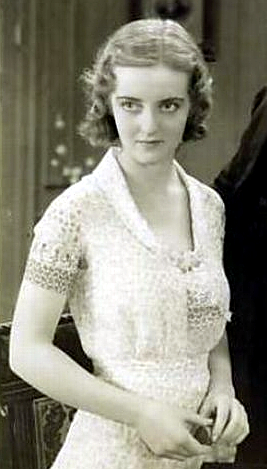
Bette Davis dans The Bad Sister (1931).

Bette fait ses débuts sur les planches dans le personnage d’une fée dans Le songe d'une nuit d'été pendant ses études à la Cushing Academy d’Ashburnham (Massachusetts). Elle prend ensuite des cours de danse avec Martha Graham et suit pendant trois ans les cours de la John Murray Anderson’s Acting Dramatic School de New York.
En 1928, elle fait partie d’une troupe théâtrale dirigée par George Cukor et, sous sa mise en scène, joue Broadway à Rochester. Suivent d’autres pièces avec Cukor, avant le succès de The Earth Between à New York, en 1929, puis le début officiel à Broadway dans Broken Dishes.

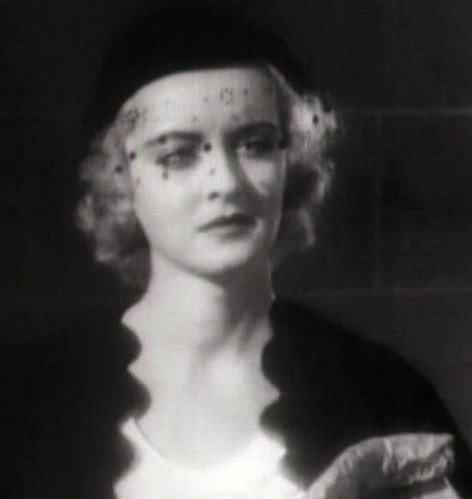
Bette Davis dans Prisons d'enfants (1932).

Remarquée au théâtre par un dénicheur de talents d’Universal Pictures, elle tourne son premier film, The Bad Sister, en 1931. Carl Laemmle, directeur d'Universal, s’écria en voyant ce film : « Comment  peut-on tourner un film dans lequel un homme en voit de toutes les couleurs et le terminer en cadrant sur un tel visage ? ». Bette ne tourne plus que deux films pour Universal qui ne renouvelle pas son contrat.
Après quelques rôles insignifiants avec d’autres studios, RKO, Columbia…, elle décide de rentrer à New York pour revenir au théâtre. C’est alors qu’elle reçoit un coup de téléphone de George Arliss, grand acteur populaire de la Warner, qui lui propose un premier rôle auprès de lui dans L'Homme qui jouait à être Dieu (1932). Arliss écrit dans son autobiographie : « Je ne m’attendais qu’à une modeste prestation, mais ce petit rôle se transforma en une création vivante, profonde…, comme une lueur illuminant un texte banal et lui communiquant émotion et passion. C’était un talent qui ne pouvait rester longtemps dans l’ombre ». En 1932, elle épouse Harmon O. Nelson, jazzman rencontré lors de ses études, dont elle divorce six ans plus tard.

### Reine de la Warner
À la suite de ce film, les frères Warner, de la Warner Bros., lui font signer un contrat de sept ans. Une période qui dure 16 ans et où l’actrice doit lutter quotidiennement pour obtenir de bons rôles dans une firme spécialisée dans les films de gangsters et qui privilégie essentiellement les personnages masculins.

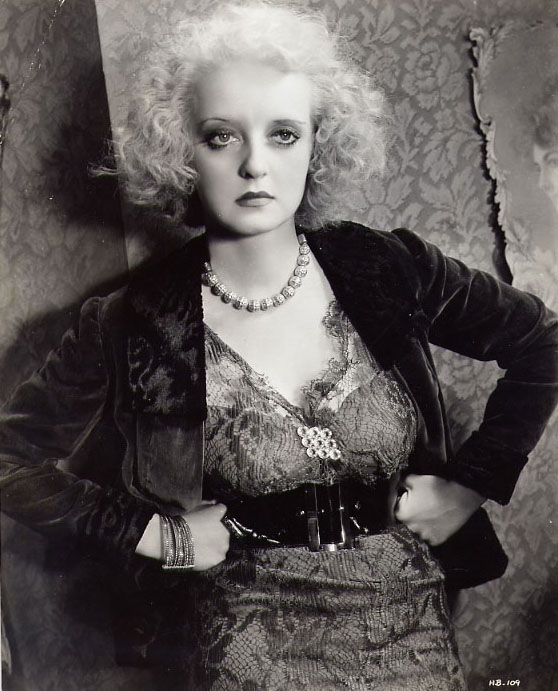
Bette Davis dans L'Emprise (1934).

Pourtant, Bette Davis n’arrête plus de tourner, on la voit dans vingt-cinq films en quatre ans, notamment avec Spencer Tracy dans Vingt mille ans sous les verrous (1933) et avec James Cagney dans Jimmy the Gent (1935), deux films de Michael Curtiz. En 1934, Bette Davis harcèle, pendant des mois, Jack Warner, un des patrons de la Warner, pour obtenir le rôle de Mildred Rogers dans L'Emprise. Il finit par céder et la « prête » à la RKO. Elle racontera : « Mes employeurs considéraient que le fait de me confier le rôle d'une héroïne aussi détestable équivaudrait à un suicide artistique… Ils m'identifiaient, je suppose, au personnage, et retenaient que nous étions bien dignes l'une de l'autre ». Bette obtint un grand succès critique mais le film fut un échec commercial.

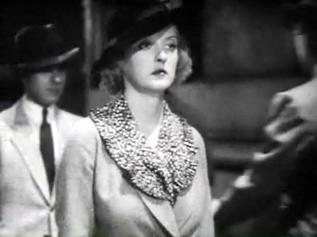
Dans L'Intruse (1935).

Elle fait ensuite une autre composition remarquée de garce dans Ville frontière (1935), avant d’être consacrée dans L'Intruse (1936) pour lequel elle décroche son premier Oscar de la meilleure actrice. Les frères Warner lui refusent pourtant deux rôles auxquels elle tenait : la reine Élisabeth Ire aux côtés de Katharine Hepburn dans Mary Stuart et Alice dans Alice au pays des merveilles. Mais ils lui confient un bon personnage dans La Forêt pétrifiée pour ensuite la reléguer dans deux films médiocres.
Commencent alors les conflits avec ses producteurs. Insatisfaite de ses scénarios et après avoir refusé de tourner un film, Bette claque la porte de la Warner et quitte Hollywood pour Londres où on lui propose deux films. Un procès s’engage alors entre elle et la Warner. Elle le perd mais Jack Warner, magnanime, lui pardonne et paie les frais du procès (Olivia de Havilland a plus de succès, elle aussi intente un procès en 1943 contre la Warner et le gagne en 1945). Bette Davis est finalement gagnante car, après ce procès perdu, la Warner lui confie des scénarios de meilleure qualité.
Son retour à Hollywood se fait dans l’excellent film Femmes marquées (1937) aux côtés d’Humphrey Bogart qui lui permet de prouver à nouveau ses qualités dramatiques. Elle entame ainsi un nouveau départ à la Warner qui lui propose une série de films dont les scénarios sont écrits tout spécialement pour elle. Suivent Le Dernier Combat avec Edward G. Robinson et Humphrey Bogart, Une certaine femme avec Henry Fonda, L'Aventure de minuit avec Leslie Howard et Olivia de Havilland.
Sollicitée pour le rôle de Scarlett O'Hara d’Autant en emporte le vent, elle le refuse, ne voulant pas se retrouver aux côtés d’Errol Flynn (condition de la Warner pour « prêter » Bette Davis à David O. Selznick) qu’elle juge trop médiocre pour le rôle de Rhett Butler.

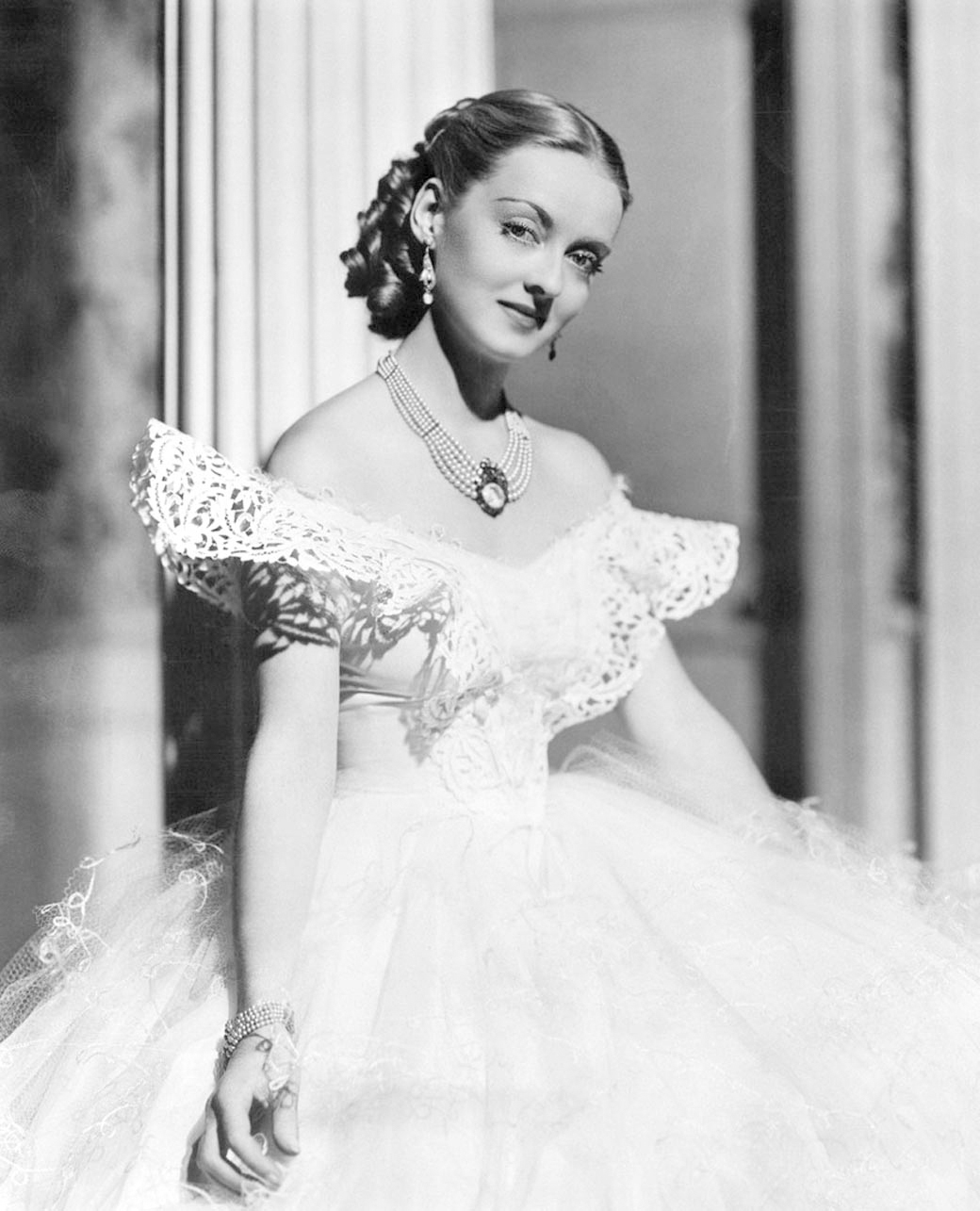
Dans L'Insoumise (1938).

Jack Warner lui propose alors L'Insoumise (1938), film qui ressemble étrangement à Autant en emporte le vent. Avec un personnage taillé sur mesure, la star fait une composition des plus remarquables dans ce somptueux mélodrame dirigé de façon magistrale par le perfectionniste William Wyler. Le film connaît un énorme succès. Elle reçoit un deuxième Oscar et là commence la grande carrière de Bette Davis. Une longue série de nominations aux Oscars s'ouvre.
La suite est des plus glorieuses, vient l’ère des grands mélodrames où l’actrice donne le meilleur d’elle-même. Le ton est donné avec le bouleversant drame Victoire sur la nuit (1939), elle est nommée pour la troisième fois aux Oscars. Viennent ensuite deux films historiques en 1939, Juarez et La Vie privée d'Élisabeth d'Angleterre, et d’autres mélos comme La Vieille Fille (1939), L'Étrangère (1940), Le Grand Mensonge (1941) qui lui donnent la place enviée de l’une des dix vedettes d’Hollywood en tête du box-office…
Le sommet de cette période est sa collaboration avec William Wyler qui est des plus réussies. Après L'Insoumise, elle s’illustre dans les rôles de garces : dans La Lettre (1940), elle incarne une meurtrière et dans La Vipère (1941) elle interprète une femme monstrueuse, cupide et manipulatrice (elle a une nomination aux Oscars pour chacun de ces deux films), ce qui la consacre actrice populaire et reine de la Warner. Malheureusement des conflits éclatent entre le réalisateur et l’actrice et William Wyler, malgré ces chefs-d’œuvre tournés ensemble, ne tourne plus avec Bette Davis.

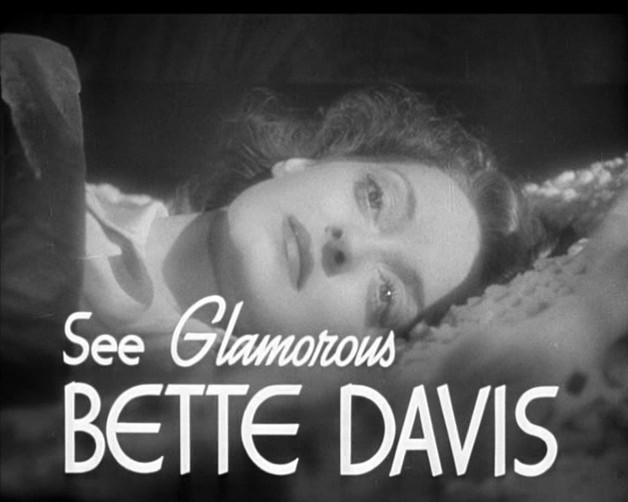
Dans Victoire sur la nuit (1939).

Un film parachève cette période, modèle du genre, Une femme cherche son destin (1942) qui lui vaut sa sixième nomination. Elle a encore une septième nomination pour Femme aimée est toujours jolie (1944). En 1942, elle fonde et dirige Hollywood Canteen, un organisme d’aide aux combattants de la Seconde Guerre mondiale et paraît dans le film du même nom.
Elle crée également sa propre maison de production la « B.D. Incorpored » en 1946. La Voleuse (A Stolen Life) avec Glenn Ford est le seul film produit par la firme de Bette Davis.
Après quelques films mineurs, Bette Davis tourne son dernier film à la Warner La Garce (1949) de King Vidor. Le tournage se passe mal avec le réalisateur, au point qu’elle demande un compromis à Jack Warner : elle finit le film à condition qu’il la libère de son contrat avec la Warner Bros. Lassé de ses exigences, le patron de la Warner finit par accepter.

### Renouveau et fin de carrière

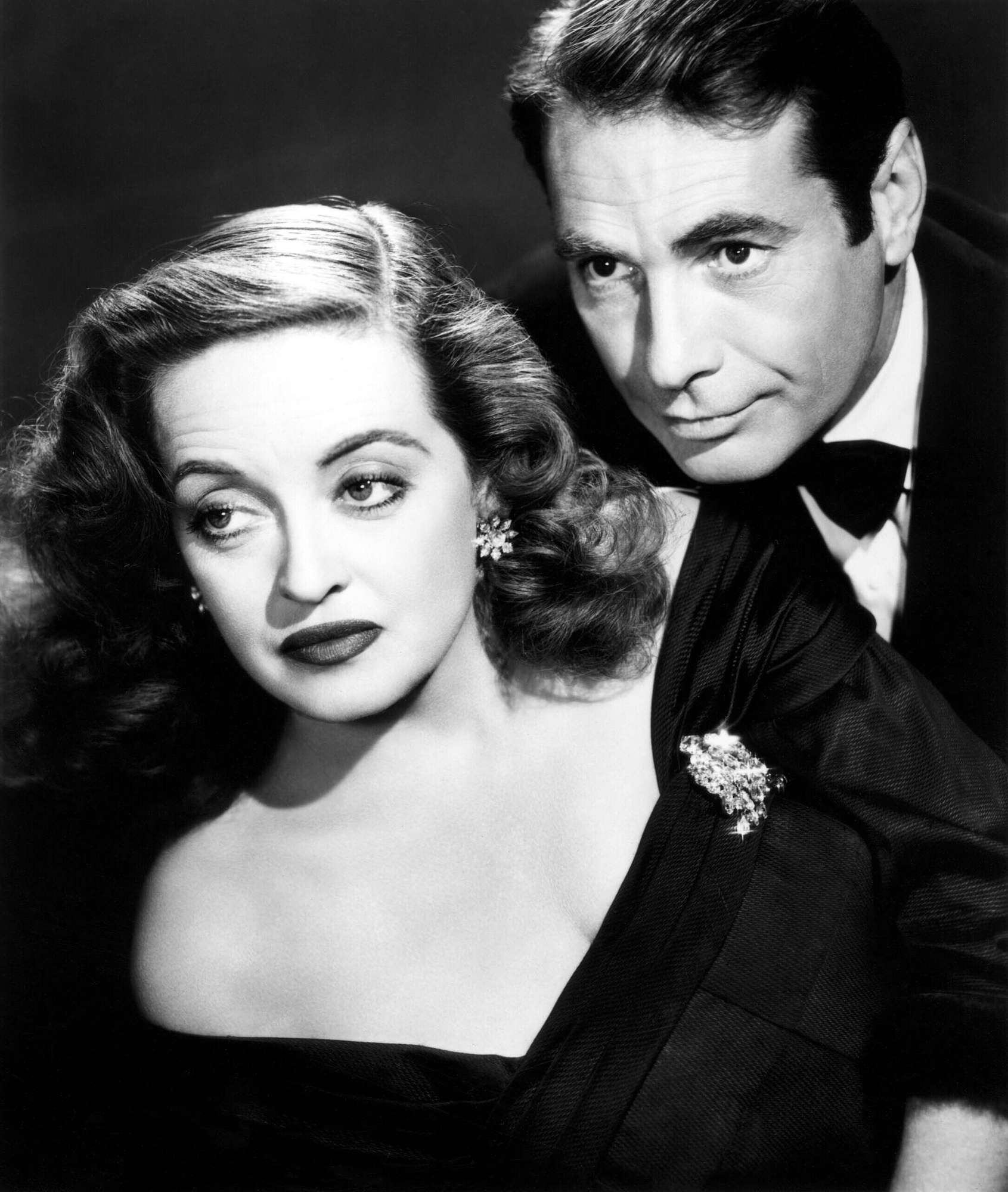
Bette Davis et Gary Merrill dans Ève (1950).

Libérée de toute contrainte, la star se remet au travail et pendant le tournage de L’Ambitieuse en 1949 (film qui sort bien après), on lui propose le rôle magnifique de Margo Channing dans Ève (1950) de Joseph L. Mankiewicz. Sur un scénario cynique et subtil reconstituant l'univers des théâtres et la concurrence effrénée entre les artistes, le film est un chef-d'œuvre porté par des dialogues caustiques et savoureux, la justesse de ses notations psychologiques, la remarquable interprétation de tous ses acteurs (d'ailleurs 5 des 14 nominations du film aux Oscars vont à ses interprètes) et l'élégante mise en scène d'un cinéaste en état de grâce, véritable cheville ouvrière du projet. Ève est sans doute le plus parfait des films de Bette Davis qui y donne une prestation inoubliable unanimement saluée par la critique et couronnée par une pluie de récompenses dont le Prix d'interprétation féminine à Cannes.
Après son immense succès en salles, Ève reçoit quatorze nominations aux Oscars en 1950. Il remporte six statuettes dont celles du meilleur film, du meilleur réalisateur et du meilleur scénario. Pour sa huitième nomination, Bette Davis est en compétition avec sa partenaire à l'écran Anne Baxter et Gloria Swanson pour le film Sunset Boulevard. Mais toutes trois sont battues par Judy Holliday pour son interprétation dans Born yesterday.
Après un tel sommet, la carrière de Bette s’effrite au fil des ans et, hormis La Star, film pour lequel elle a une neuvième nomination, il lui faut attendre les années soixante pour connaître un renouveau.
Entre-temps elle a épousé, en 1940, Arthur Farnsworth, qui meurt en 1943, et William Grant Sherry en 1945 (naissance de son premier enfant Barbara en 1947, et divorce en 1949), elle se remarie en 1950, une quatrième et dernière fois, avec son partenaire d’Ève, Gary Merrill, avec qui elle adopte deux enfants : Margot en 1952 et Michael en 1953. Elle divorce en 1960.
En 1961, deux films viennent redorer son blason. Frank Capra, tout d’abord, lui offre Milliardaire pour un jour où elle est drôle, émouvante, grandiose en vieille clocharde au temps de la prohibition, et surtout Qu'est-il arrivé à Baby Jane ? de Robert Aldrich où elle compose, aux côtés d’un autre monstre sacré de la grande époque Joan Crawford, un personnage grand-guignolesque qui lui vaut un immense succès dans le monde entier, bien que leur rivalité ait viré à l'affrontement lors du tournage. Elle est nommée une dixième et dernière fois aux Oscars, et a le déplaisir de voir Crawford aller chercher la récompense prévue en lieu et place de la lauréate, Anne Bancroft, alors absente.

« Mère de trois enfants âgés de 10, 11 et 15 ans, divorcée, de nationalité américaine, 30 ans d’expérience dans le domaine cinématographique, encore alerte et plus aimable que ne le prétend la rumeur publique, cherche emploi stable à Hollywood. Connaît Broadway. Bette Davis. Références à l’appui. »

C’est cette annonce que l’actrice fait paraître, par manque de travail, dans un hebdomadaire en septembre 1962.
À la suite de ce message, Jack Warner la contacte pour tourner La mort frappe trois fois (1964) avec son ami Paul Henreid, qui fut un de ses partenaires à l’écran, comme réalisateur. Elle fait un deuxième film avec Aldrich, Chut... chut, chère Charlotte (1964), dans la même veine que le précédent mais sans Joan Crawford qui déclare forfait et est remplacée sur les conseils de Bette Davis, par son amie et complice de toujours, Olivia de Havilland. Elle est encore admirable dans L'Argent de la vieille (1972) de Luigi Comencini et dans Les Baleines du mois d'août (1987) aux côtés d’une gloire du muet, Lillian Gish.
La fin de sa carrière est moins brillante. Elle tourne dans beaucoup de films mineurs mais fait de nombreuses incursions au théâtre et à la télévision.
Au début des années 1970, elle quitte les États-Unis, et s'installe en France à Neuilly-sur-Seine (Île-de-France), non loin du domicile de sa grande amie, Olivia de Havilland.
Elle retourne périodiquement aux États-Unis, à l'occasion de divers projets au cinéma, à la télévision, et même au théâtre.

### Mort
Bette Davis meurt d'un cancer du sein le 6 octobre 1989 à l'hôpital américain de Neuilly-sur-Seine, à l'âge de 81 ans. Elle repose au cimetière Forest Lawn de Hollywood Hills (Los Angeles, Californie).

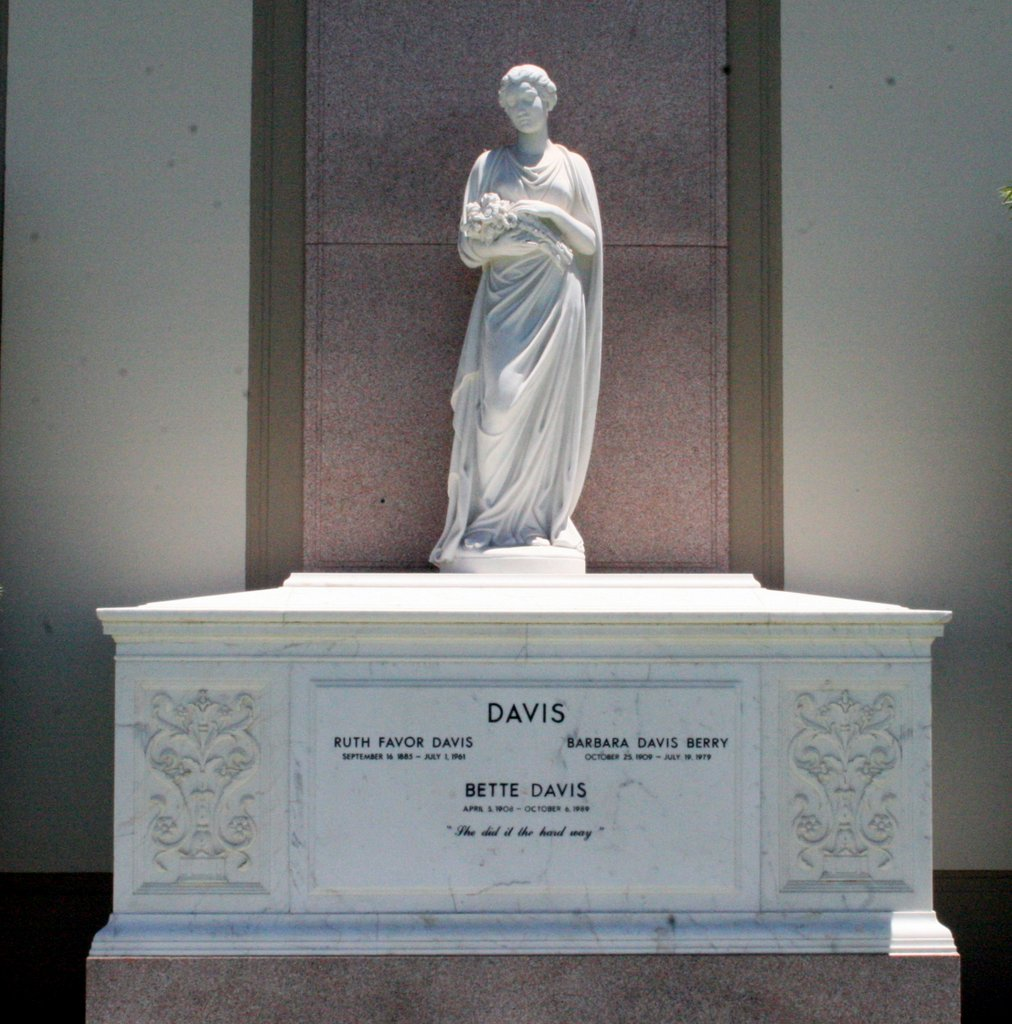
Tombe de Bette Davis au cimetière Forest Lawn de Hollywood Hills.

## Filmographie

### Actrice

#### Cinéma

##### Années 1930

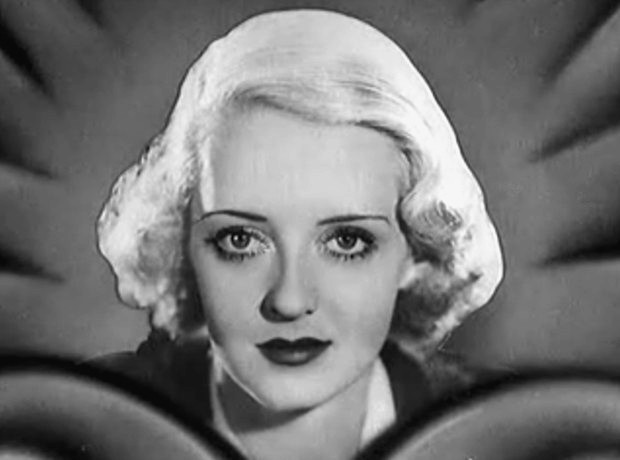
Bette davis dans Une allumette pour trois (1932).

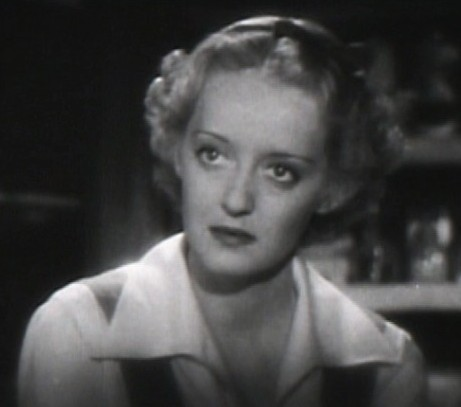
Dans La Forêt pétrifiée (1936).

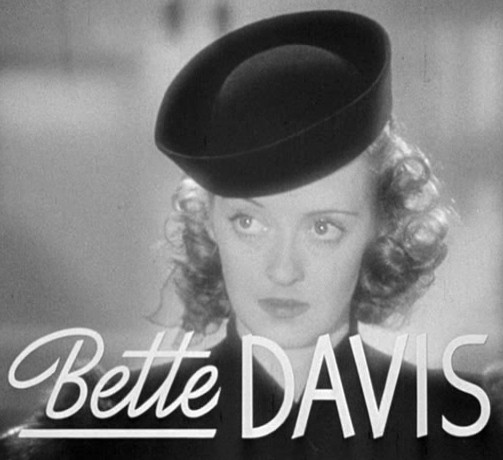
Dans Victoire sur la nuit (1939).

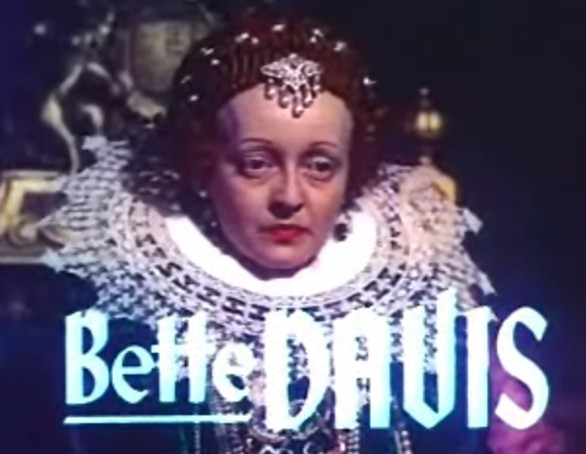
Bette Davis dans l'un de ses rôles les plus célèbres, celui dans La Vie privée d'Élisabeth d'Angleterre (1939).

- 1931 : The Bad Sister de Hobart Henley : Laura Madison
- 1931 : Seed de John M. Stahl : Margaret Carter
- 1931 : Le Pont de Waterloo (Waterloo Bridge) de James Whale : Janet Cronin
- 1931 : Way Back Home de William A. Seiter : Mary Lucy
- 1932 : The Menace de Roy William Neill ! Peggy Lowell
- 1932 : Prisons d'enfants (Hell's House) d'Howard Higgin : Peggy Gardner
- 1932 : L'Homme qui jouait à être Dieu (The Man who played God) de John G. Adolfi : Grace Blair
- 1932 : Mon grand (So big) de William A. Wellman : Miss Dallas O'Mara
- 1932 : The Rich Are Always with Us d'Alfred E. Green : Malbro
- 1932 : The Dark Horse d'Alfred E. Green : Kay Russell
- 1932 : Ombres vers le sud (Cabin in the cotton) de Michael Curtiz : Kay Russell
- 1932 : Une allumette pour trois (Three on a Match) de Mervyn LeRoy : Ruth Westcott
- 1933 : Vingt mille ans sous les verrous (20 000 Years in Sing Sing) de Michael Curtiz : Fay Wilson
- 1933 : Just Around the Corner (court métrage) : Ginger
- 1933 : Le Parachutiste (Parachute Jumper) d'Alfred E. Green : Patricia "Alabama" Brent
- 1933 : Le Roi de la chaussure (The Working Man) de John G. Adolfi : Jenny Hartland / Jane Grey
- 1933 : Ex-Lady de Robert Florey : Helen Bauer
- 1933 : Bureau des personnes disparues (Bureau of Missing Persons) de Roy Del Ruth : Norma Roberts
- 1934 : The Big Shakedown de John Francis Dillon : Norma Nelson
- 1934 : Les Pirates de la mode (Fashions of 1934) de William Dieterle : Lynn Mason
- 1934 : Jimmy the Gent de Michael Curtiz : Joan Martin
- 1934 : Fog Over Frisco de William Dieterle : Arlene Bradford
- 1934 : L'Emprise (Of Human Bondage) de John Cromwell : Mildred
- 1934 : Femme d'intérieur (Housewife) d'Alfred E. Green : Patricia Berkeley
- 1935 : Ville frontière (Bordertown) d'Archie Mayo : Marie Roark
- 1935 : Une femme dans la rue (The Girl from 10th avenue) d'Alfred E. Green : Miriam Brady
- 1935 : Sixième édition (Front page woman) de Michael Curtiz : Ellen Garfield
- 1935 : Agent spécial (Special agent) de William Keighley : Julie Gardner
- 1935 : L'Intruse (Dangerous) d'Alfred E. Green : Joyce Heath
- 1936 : La Forêt pétrifiée (The Petrified Forest) d'Archie Mayo : Gabrielle Maple
- 1936 : La Flèche d'or (The Golden arrow) d'Alfred E. Green : Daisy Appleby
- 1936 : Satan Met a Lady de William Dieterle : Valerie Purvis
- 1937 : Femmes marquées (Marked Woman) de Lloyd Bacon : Mary
- 1937 : Le Dernier combat (Kid Galahad) de Michael Curtiz : Fluff
- 1937 : Une certaine femme (That certain woman) d'Edmund Goulding : Mary Donnell
- 1937 : L'Aventure de minuit (It's love I am after) d'Archie Mayo : Joyce Arden
- 1938 : L'Insoumise (Jezebel) de William Wyler : Julie Marsden
- 1938 : Nuits de bal (The Sisters) d'Anatole Litvak : Louise Elliott
- 1939 : Victoire sur la nuit (Dark Victory) d'Edmund Goulding : Judith Traherne
- 1939 : Juarez de William Dieterle avec Paul Muni : Carlota
- 1939 : La Vieille Fille (The Old maid) d'Edmund Goulding : Charlotte Lovell
- 1939 : La Vie privée d'Élisabeth d'Angleterre (The Private Lives of Elizabeth and Essex) de Michael Curtiz : Elizabeth Ire

##### Années 1940

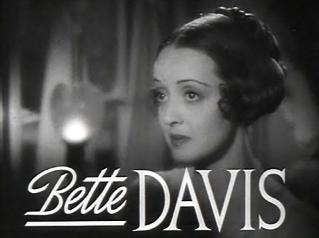
Dans L'Étrangère (1940).

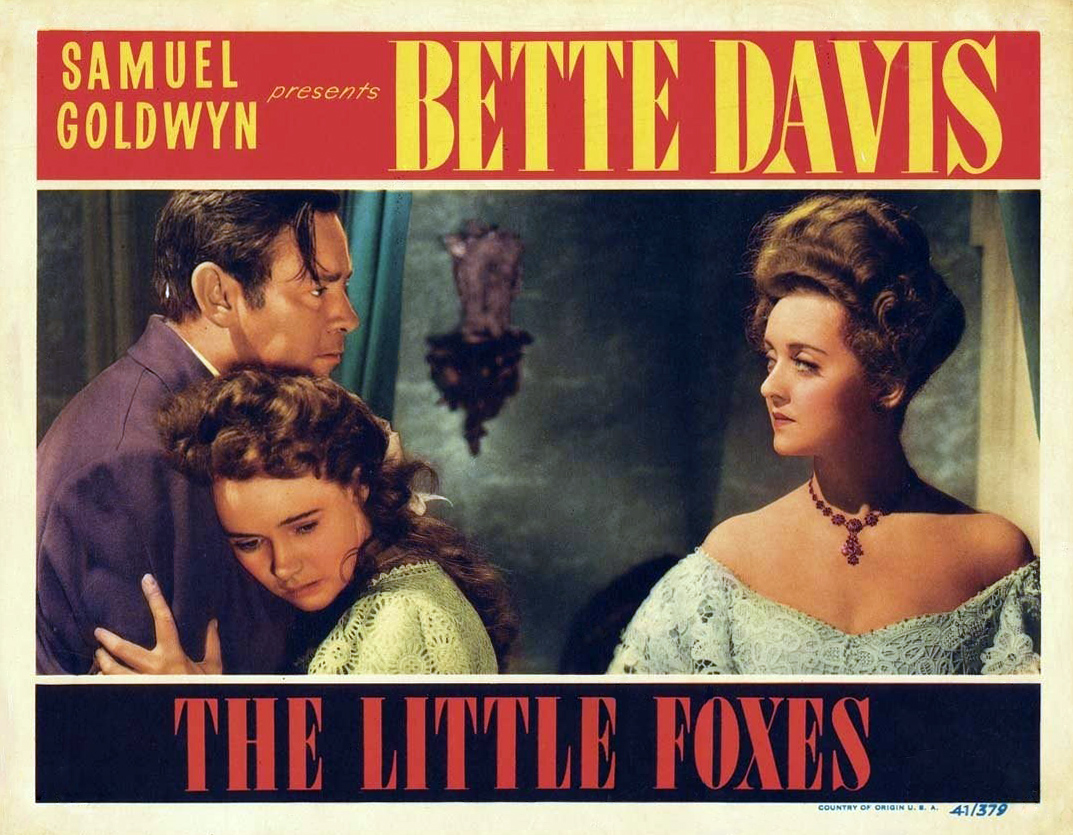
Affiche de La Vipère (1941).

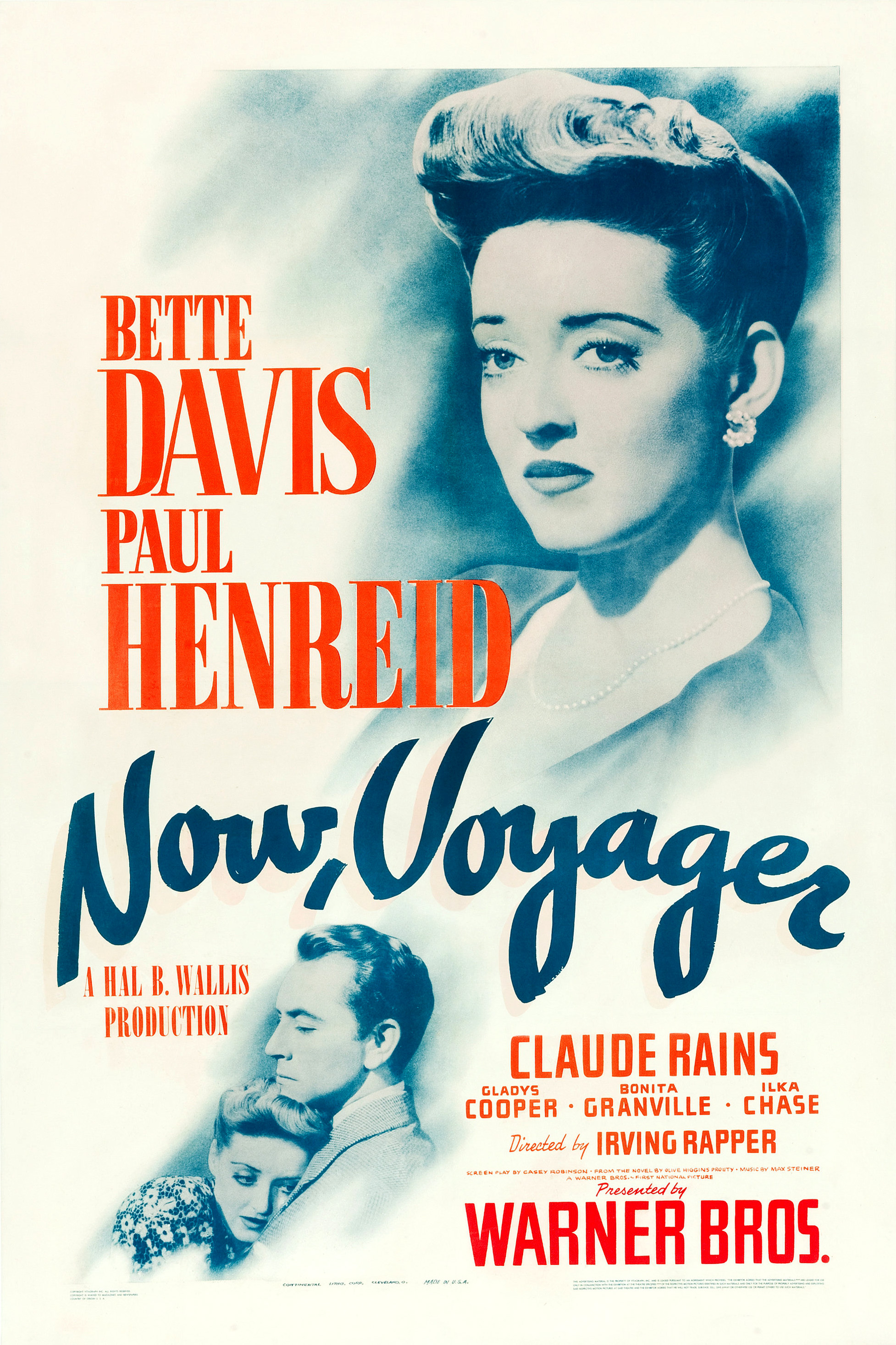
Affiche de Une femme cherche son destin (1942).

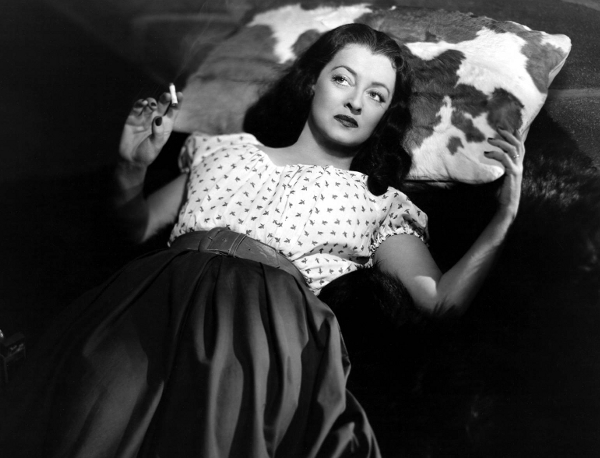
Dans La Garce (1949).

- 1940 : If I Forget You (court métrage) : elle-même
- 1940 : L'Étrangère (All this and heaven too) d'Anatole Litvak : Henriette Deluzy-Desportes
- 1940 : La Lettre (The Letter) de William Wyler : Leslie Crosbie
- 1941 : Le Grand Mensonge (The Great lie) d'Edmund Goulding : Maggie
- 1941 : Shining Victory d'Irving Rapper : infirmière (non créditée)
- 1941 : Fiancée contre remboursement (The Bride Came C.O.D.) de William Keighley : Joan Winfield
- 1941 : La Vipère (The Little Foxes) de William Wyler : Regina Giddens
- 1942 : L'Homme qui vint dîner (The man who came to dinner) de William Keighley : Maggie Cutler
- 1942 : L'Amour n'est pas en jeu (In This Our Life) de John Huston : Stanley Timberlake
- 1942 : Une femme cherche son destin (Now Voyager) d'Irving Rapper : Charlotte Vale
- 1943 : Quand le jour viendra (Watch on the Rhine) de Herman Shumlin : Sara Muller
- 1943 : Remerciez votre bonne étoile (Thank your lucky stars) de David Butler : elle-même
- 1943 : L'Impossible Amour (Old Acquaintance) de Vincent Sherman : Katherine "Kit" Marlowe
- 1944 : Femme aimée est toujours jolie (Mr. Skeffington) de Vincent Sherman : Fanny Trellis Skeffington
- 1944 : Hollywood Canteen de Delmer Daves: elle-même
- 1945 : Le Blé est vert (The Corn is green) d'Irving Rapper : Mis Lilly Moffat
- 1946 : La Voleuse (A Stolen Life) de Curtis Bernhardt : Kate Bosworth / Patricia Bosworth
- 1946 : Jalousie (Deception) d'Irving Rapper : Christine Radcliffe
- 1948 : Rencontre d'hiver (Winter meeting) de Bretaigne Windust : Susan Grieve
- 1948 : La Mariée du dimanche (June bride) de Bretaigne Windust : Linda Gilman
- 1949 : La Garce (Beyond the Forest) de King Vidor : Rosa Moline

##### Années 1950
- 1950 : Ève (All about Eve) de Joseph L. Mankiewicz : Margo Channing
- 1951 : L'Ambitieuse (Payment on demand) de Curtis Bernhardt : Joyce Ramsey
- 1951 : Jezebel (Another Man's Poison) d'Irving Rapper : Janet Frobisher
- 1952 : Appel d'un inconnu (Phone call from a stranger) de Jean Negulesco : Marie Hoke
- 1952 : La Star (The Star) de Stuart Heisler : Margaret Elliot
- 1955 : Le Seigneur de l'aventure (The Virgin Queen) de Henry Koster : Elizabeth Ie
- 1956 : Le Repas de noces (The Catered Affair) de Richard Brooks : Aggie Hurley
- 1956 : Au cœur de la tempête (Storm Center) de Daniel Taradash : Alicia Hull
- 1959 : John Paul Jones, maître des mers (John Paul Jones) de John Farrow : Catherine II de Russie
- 1959 : Le Bouc émissaire (The Scapegoat) de Robert Hamer : Comtesse

##### Années 1960
- 1961 : Milliardaire pour un jour (Pocketful of Miracles) de Frank Capra : Apple Annie
- 1962 : Qu'est-il arrivé à Baby Jane ? (What Ever Happened to Baby Jane?) de Robert Aldrich : Baby Jane Hudson
- 1963 : L'Ennui et sa diversion, l'érotisme (La noia) de Damiano Damiani : la mère de Dino
- 1964 : La Mort frappe trois fois (Dead Ringer) de Paul Henreid : Margaret DeLorca / Edith Phillips
- 1964 : Rivalités (Where Love Has Gone) d'Edward Dmytryk : Mrs. Gerald Hayden
- 1964 : Chut... chut, chère Charlotte (Hush... Hush, Sweet Charlotte) de Robert Aldrich : Charlotte Hollis
- 1965 : Confession à un cadavre (The Nanny) de Seth Holt : Nanny
- 1968 : The Anniversary de Roy Ward Baker : Mrs. Taggart

##### Années 1970
- 1970 : Chambres communicantes (Connecting rooms) de Franklin Gollings : Wanda Fleming
- 1971 : Bunny O'Hare de Gerd Oswald : Bunny O'Hare
- 1972 : Madame Sin de David Greene : Madame Sin
- 1972 : L'Argent de la vieille (Lo Scopone Scientifico) de Luigi Comencini : la millionnaire
- 1976 : Trauma (Burnt Offerings) de Dan Curtis : Tante Elizabeth
- 1978 : Les Visiteurs d'un autre monde (Return from Witch Mountain) de John Hough : Letha
- 1978 : Mort sur le Nil (Death on the Nile) de John Guillermin : Mrs. Van Schuyler
- 1978 : The Children of Sanchez d'Hall Bartlett	(non créditée)

##### Années 1980

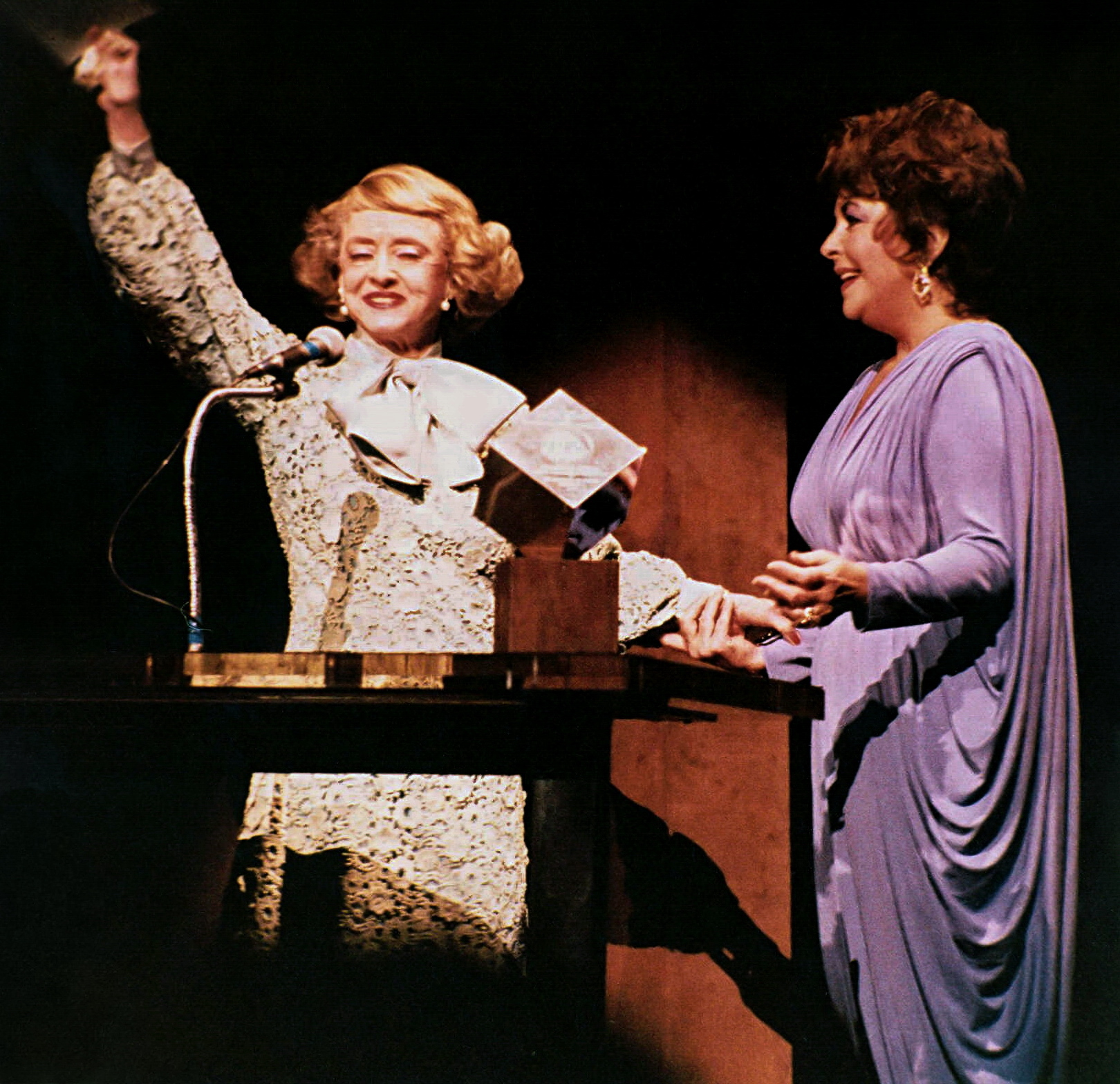
Bette Davis et Elizabeth Taylor en 1981.

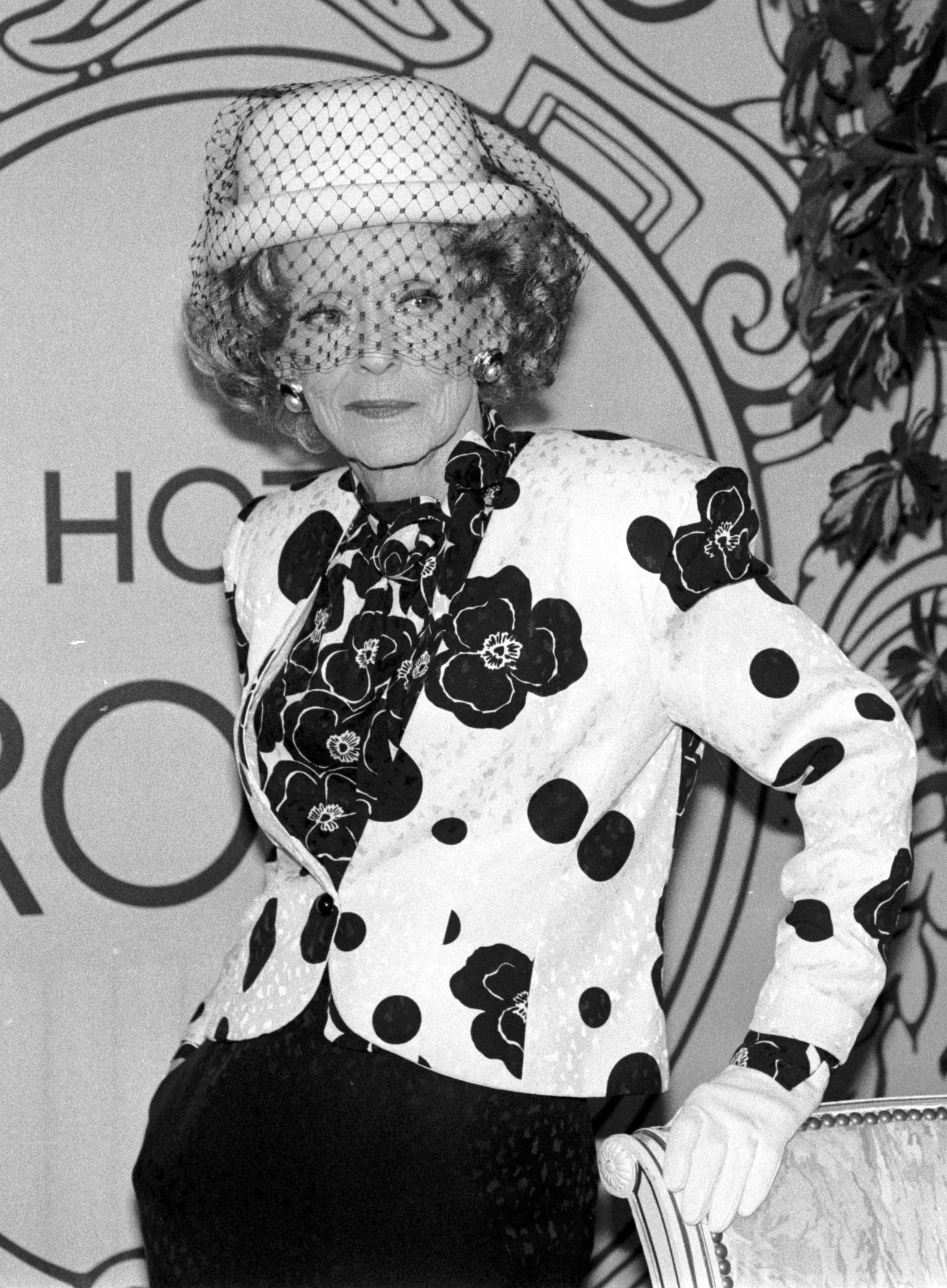
Bette Davis en 1987.

- 1980 : Les Yeux de la forêt (Watcher in the woods) de John Hough : Mrs. Aylwood
- 1987 : Les Baleines du mois d'août (The Whales of August) de Lindsay Anderson : Libby Strong
- 1989 : Ma belle-mère est une sorcière (Wicked Stepmother) de Larry Cohen : Miranda Pierpont Fisher

#### Télévision
- 1956 : The 20th Century Fox Hour (en) (série télévisée) : Marie Hoke
- 1957 : Schlitz Playhouse of Stars (série télévisée) : Irene Van Buren
- 1957 : Ford Television Theatre (en) (série télévisée) : Dolley Madison
- 1957 : Telephone Time (en) d'Arthur Hiller (série télévisée) : Mrs. Beatrice Enter
- 1957 : General Electric Theater (série télévisée) 2 épisodes (1957-1958) : Christine Marlowe / Miss Burrows
- 1958 : Studio 57 (série télévisée) : Patricia
- 1958 : Suspicion (série télévisée) : Mrs. Wilfred Ellis
- 1959 : Alfred Hitchcock présente (The Alfred Hitchcock Hour) (série télévisée) : Miss Fox
- 1959 : The DuPont Show with June Allyson (en) (série télévisée) : Sarah Whitney
- 1959 : La Grande Caravane (Wagon Train) (série télévisée) 3 épisodes (1959-1961) : Bettina May / Madame Elizabeth McQueeny / Ella Lindstrom
- 1962 : Le Virginien (The Virginian) (série télévisée) : Celia Miller
- 1963 : Perry Mason (série télévisée) : Constant Doyle
- 1966 : Gunsmoke (série télévisée) : Etta Stone
- 1968 : Opération vol (It takes a thief) (série télévisée) : Bessie Grindel
- 1972 : Un juge pas comme les autres (en) de David Lowell Rich (téléfilm) : Juge Meredith
- 1973 : Scream, Pretty Peggy (en) de Gordon Hessler (téléfilm) : Mrs. Elliott
- 1974 : Hello Mother, Goodbye! de Peter H. Hunt (téléfilm) :
- 1976 : The Disappearance of Aimee d'Anthony Harvey (téléfilm) : Minnie Kennedy
- 1977 : Laugh-In (série télévisée) : invitée
- 1978 : The Dark Secret of Harvest Home (en) de Leo Penn (série télévisée) : Veuve Fortune
- 1979 : Strangers: The Story of a Mother and Daughter (en) de Milton Katselas (téléfilm) : Lucy Mason
- 1980 : White Mama (en) de Jackie Cooper (téléfilm) : Adele Malone
- 1980 : Skyward de Ron Howard (téléfilm) : Billie Dupree
- 1982 : Family Reunion (en) de Fielder Cook (téléfilm) : Elizabeth Winfield
- 1982 : Un piano pour Madame Cimino (A Piano for Mrs. Cimino) de George Schaefer (téléfilm) : Esther McDonald Cimino
- 1982 : Gloria ou la course au bonheur (Little Gloria... Happy at Last (en) de Waris Hussein (téléfilm) : Alice Gwynne Vanderbilt
- 1983 : Hôtel (Hotel) (série télévisée), épisode pilote : Laura Trent
- 1983 : Right of Way (en) de George Schaefer (téléfilm) : Mini Dwyer
- 1985 : Jeux de glaces (Murder with Mirrors) de Dick Lowry (téléfilm) : Carrie Louise Serrocold
- 1986 : Les Derniers beaux jours (As Summers Die (en) de Jean-Claude Tramont (téléfilm) : Hannah Loftin

### En tant que productrice
« B.D. Incorporated » :
- 1946 : La Voleuse (A Stolen Life) de Curtis Bernhardt

## Distinctions

### Récompenses
Oscars du cinéma :

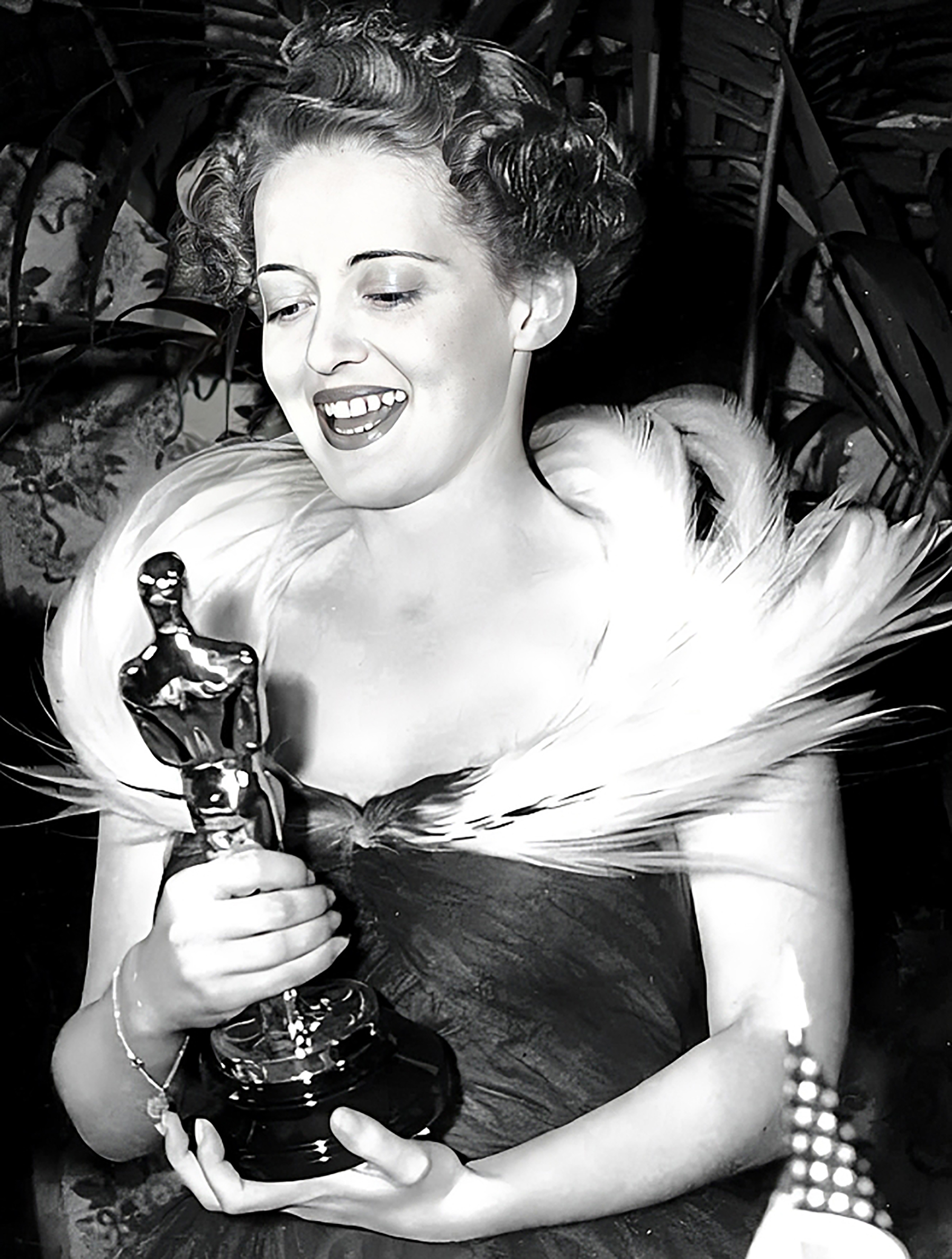
Bette Davis en 1939 avec l'Oscar qu'elle vient de recevoir.

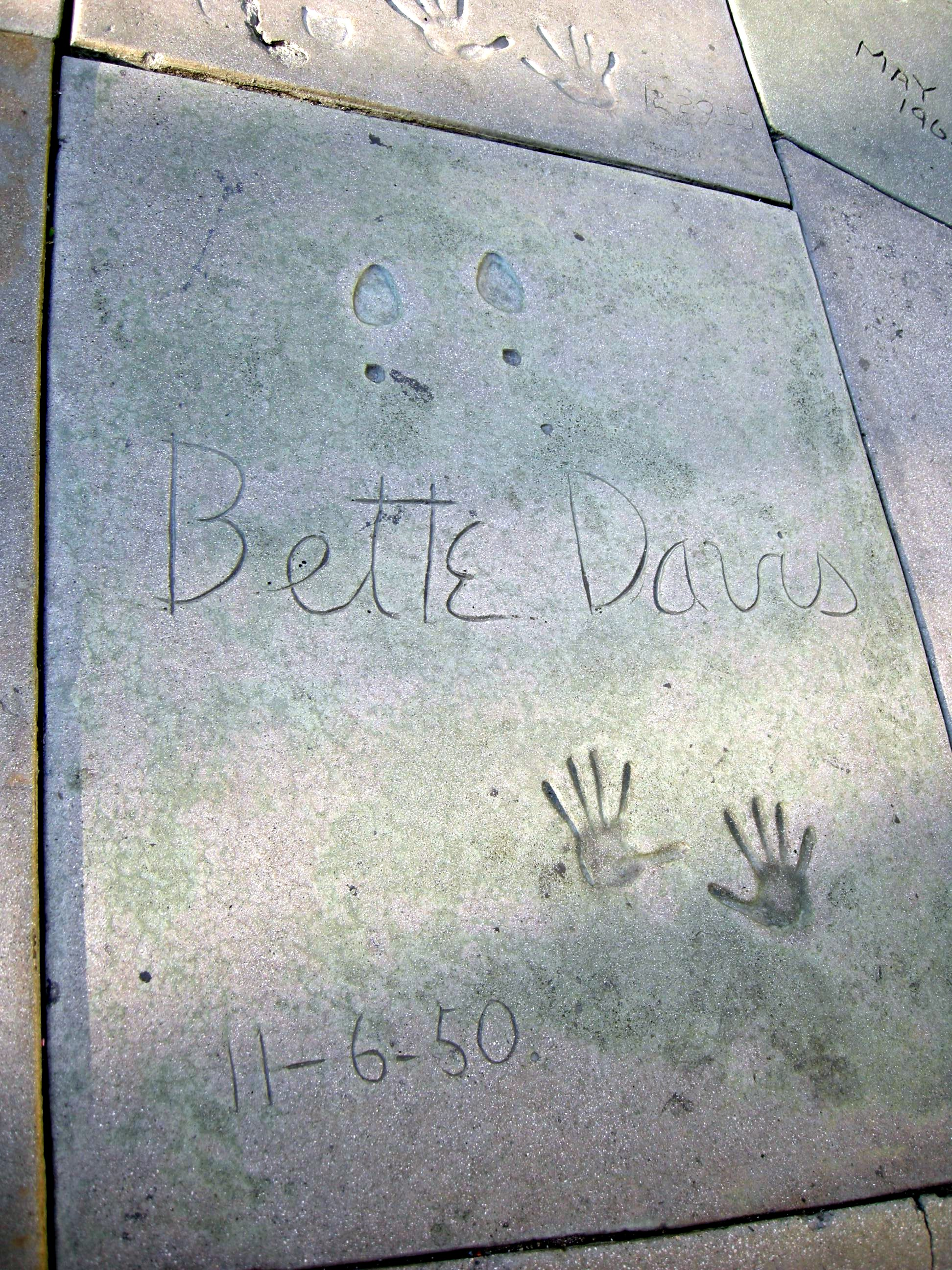
Les marques de Bette Davis devant le Grauman's Chinese Theatre sur Hollywood Boulevard.

- 1936 : Oscar de la meilleure actrice dans un drame pour L'Intruse
- 1939 : Oscar de la meilleure actrice dans un drame romantique pour L'Insoumise

Mostra de Venise :
- 1937 : Coupe Volpi pour la meilleure interprétation féminine dans un thriller pour Femmes marquées
- 1937 : Coupe Volpi pour la meilleure interprétation féminine dans un drame romantique pour Le dernier combat

National Board of Review :
- 1939 : National Board of Review Award de la meilleure actrice dans un drame romantique pour Victoire sur la nuit, et dans un drame pour La Vieille Fille
- 1941 : National Board of Review Award de la meilleure actrice dans un drame romantique pour La Vipère

Festival de Cannes :
- 1951 : prix d'interprétation féminine dans un drame pour Ève

Autres récompenses :
- Golden Apple Awards 1941 : prix de l’actrice la plus coopérative
- New York Film Critics Circle Awards 1950 : prix de la meilleure actrice dans un drame pour Ève
- Syndicat national des journalistes cinématographiques italiens 1952 : prix de la meilleure actrice étrangère dans un drame pour Ève
- Golden Apple Awards 1963 : prix de l’actrice la plus coopérative
- Photoplay Awards 1963 : prix de la star féminine la plus populaire
- Laurel Award 1965 : prix de la meilleure performance féminine dans un drame pour Chut... chut, chère Charlotte
- Golden Globes 1974 : prix Cecil B. DeMille
- American Film Institute Awards 1977 : prix pour l'ensemble de la carrière
- Saturn Awards 1977 : prix de la Meilleure actrice dans un second rôle dans un thriller horrifique pour Trauma
- Primetime Emmy Awards 1979 : prix de la Meilleure actrice dans une mini-série ou un téléfilm pour Strangers: The Story of a Mother and Daughter (en)
- Festival de télévision de Monte-Carlo 1983 : Nymphe d'or de la meilleure actrice dans un drame pour Un piano pour Madame Cimino
- Women in Film Crystal + Lucy Awards (en) 1983 : Crystal Award
- César 1986 : César d'honneur pour l'ensemble de la carrière
- British Film Institute Awards 1987 : intronisée au BFI Fellowship (en)
- Film Society of Lincoln Center 1989 : Gala Tribute
- Festival international du film de Saint-Sébastien 1989 : prix Donostia pour l'ensemble de la carrière

### Nominations
Oscars du cinéma :
- Oscars 1935 : Oscar de la meilleure actrice dans un drame romantique pour L'Emprise
- Oscars 1940 : Oscar de la meilleure actrice dans un drame romantique pour Victoire sur la nuit
- Oscars 1941 : Oscar de la meilleure actrice dans un drame pour La Lettre
- Oscars 1942 : Oscar de la meilleure actrice dans un drame romantique pour La Vipère
- Oscars 1943 : Oscar de la meilleure actrice dans un drame romantique pour Une femme cherche son destin
- Oscars 1945 : Oscar de la meilleure actrice dans un drame romantique pour Femme aimée est toujours jolie
- Oscars 1951 : Oscar de la meilleure actrice dans un drame pour Ève
- Oscars 1953 : Oscar de la meilleure actrice dans un drame romantique pour La Star
- Oscars 1963 : Oscar de la meilleure actrice dans un drame pour Qu'est-il arrivé à Baby Jane ?

Golden Globes :
- Golden Globes 1951 : Golden Globe de la meilleure actrice dans un drame pour Ève
- Golden Globes 1962 : Golden Globe de la meilleure actrice dans une comédie dramatique pour Milliardaire pour un jour
- Golden Globes 1963 : Golden Globe de la meilleure actrice dans un drame pour Qu'est-il arrivé à Baby Jane ?

Laurel Awards :
- 1965 : Laurel Award de la meilleure actrice dans un drame pour Chut... chut, chère Charlotte
- 1965 : Laurel Award de la meilleure star féminine de l’année
- 1963 : Laurel Award de la meilleure actrice dans un drame pour Qu'est-il arrivé à Baby Jane ?

Autres nominations :
- New York Film Critics Circle Awards 1939 : prix de la meilleure actrice dans un drame romantique pour Victoire sur la nuit
- Picturegoer (en) Awards 1951 : prix de la meilleure actrice dans un drame pour Ève
- British Academy Film Awards 1964 : BAFTA de la meilleure actrice dans un drame pour Qu'est-il arrivé à Baby Jane ?
- CableACE Awards 1984 : prix de la meilleure actrice dans un drame pour Right of Way (en)
- CableACE Awards 1987 : prix de la meilleure actrice dans un téléfilm ou une mini-série pour As Summers Die (en)

## Voix françaises
- Marie Francey dans :
  - Ève
  - Le Seigneur de l'aventure
  - Le Bouc émissaire
  - Milliardaire pour un jour
  - Qu'est-il arrivé à Baby Jane ?
  - La mort frappe trois fois
  - Rivalités
  - Les Visiteurs d'un autre monde
  - Les Yeux de la forêt
- Denise Bosc dans :
  - La Lettre
  - Une femme cherche son destin
- Lita Recio dans :
  - La Vie privée d'Élisabeth d'Angleterre
  - La Lettre
  - La Vipère
  - Appel d'un inconnu
  - Mort sur le Nil
  - Mamie blanche (téléfilm)
  - Jeux de glaces (téléfilm)
  - Les Baleines du mois d'août

et aussi :
- Jacqueline Porel dans Un été 42
- Nathalie Nerval dans L'Argent de la vieille
- Paule Emanuele dans Madame Sin

## Citations
- Selon Gena Rowlands, qui s'est passionnée pour Bette Davis :

« Elle était dure, elle adorait les conflits, ils lui donnaient son énergie.[réf. nécessaire] »

- Bette Davis à propos du réalisateur William Wyler :

« Mon histoire favorite sur la direction d’acteurs concerne Monsieur Wyler. Il ne disait jamais rien. Ça me rendait folle. L’acteur a besoin de savoir s’il plaît à son metteur en scène. Au bout d’une semaine de tournage, je suis allée le voir et je lui ai dit : "Monsieur Wyler, j’aimerais vraiment savoir si je joue comme vous le désirez." "Ah je vois !" a-t-il répondu. Et le lendemain, après chaque prise, il applaudissait frénétiquement en criant : "c’est merveilleux, c’est merveilleux !" Je lui ai demandé ensuite de revenir à sa "première manière", car celle-là ne me convenait pas du tout ! [rires]. Il ne donnait aucune indication de jeu. »

## Hommages
- En 1999, Bette Davis est nommée par l'American Film Institute à la seconde place de sa liste des cinquante acteurs et actrices de légende du cinéma américain, derrière Katharine Hepburn mais devant Audrey Hepburn.
- La chanson Bette Davis Eyes de Kim Carnes perpétue sa légende. Elle est aussi citée dans la chanson Vogue de Madonna.
- Son portrait est inclus sur le montage de la pochette du disque Sgt. Pepper's Lonely Hearts Club Band (1967) du groupe The Beatles, mais son image est cachée derrière celle de George Harrison[8].
- En 2017, elle est interprétée par l'actrice Susan Sarandon dans la série télévisée Feud de Ryan Murphy.